# Bolade Ajomale
Mobolade Abimbola Ajomale  (* 31. August 1995 in London, Vereinigtes Königreich) ist ein kanadischer Sprinter.

## Biografie
Ajomale war bei den Olympischen Spielen 2016 in Rio de Janeiro Teil der 4-mal-100-Meter-Staffel. Die Kanadier hatten zunächst in Landesrekordzeit von 37,64 s nur den vierten Platz erreicht, rückten aber um einen Rang vor, nachdem die US-amerikanische Staffel wegen eines Wechselfehlers disqualifiziert worden war.
Bei den Weltmeisterschaften 2017 belegte er mit der kanadischen 4-mal-100-Meter-Staffel den sechsten Rang und ein Jahr später bei den kontinentalen Meisterschaften für Nord-, Zentralamerika und die Karibik reichte es für die Goldmedaille.